# James MacNaughton Motor Car Company
James MacNaughton Motor Car Company, vorher MacNaughton & DuBroy Company, war ein US-amerikanischer Hersteller von Fahrzeugen. Ebenso ist die Kurzform James MacNaughton Company überliefert.

## Unternehmensgeschichte
James MacNaughton war von 1902 bis 1903 für die German-American Automobile Company tätig. Ende 1905 gründete er mit einem Partner die MacNaughton & DuBroy Company in Buffalo im US-Bundesstaat New York. Er stellte Kutschen und Motoren her. 1906 entstanden in Zusammenarbeit mit der Brunn Carriage Manufacturing Company einige Personenkraftwagen, die als MacNaughton vermarktet wurden. Im gleichen Jahr änderte sich die Firmierung in James MacNaughton Motor Car Company. 1907 stellte MacNaughton weitere Automobile her. Der Markenname lautete nun Hercules, evtl. mit dem Zusatz Electric.
Die Kutschenproduktion lief noch einige Zeit weiter. Außerdem vertrieb MacNaughton Kraftfahrzeuge anderer Hersteller.

## Kraftfahrzeuge

### Markenname MacNaughton
Die Fahrzeuge waren Elektroautos.

### Markenname Hercules
Im Angebot standen erneut ausschließlich Elektroautos. Die Motorleistung wurde über eine Kette an die Antriebsachse übertragen. Das Model 140 war ein Runabout mit wahlweise zwei oder vier Sitzen. Das Model 141 war als zweisitziges Landaulet karosseriert.
Außerdem sind Nutzfahrzeuge mit Elektromotor überliefert.